# Prunus davidiana
Amygdalus davidiana là loài thực vật có hoa trong họ Hoa hồng. Loài này được (Carrière) Franch. mô tả khoa học đầu tiên năm 1902.